# 俾路支民族主义
俾路支民族主義主張分佈於巴基斯坦、伊朗和阿富汗的族羣俾路支人是一個獨特的民族。該運動宣傳穆斯林並非一個民族，而對於民族的忠誠高於對宗教的忠誠的觀點。這與巴基斯坦建國背後的概念相反，巴基斯坦的這一概念受到1971年東巴基斯坦發生的內戰和許多穆哈吉爾人歷史上在巴基斯坦面臨的歧視的挑戰。